# Дом Валя
Дом Валя — двухэтажный жилой дом в Выборге.
Расположен в историческом центре города на углу улиц Крепостной и Водной Заставы, образуя с окружающими постройками усадьбу в стиле русского классицизма. Усадьба, с отдельно стоящими флигелем и каретником, включена в перечень памятников архитектуры.

## История
Границы квартала, в котором расположен дом, сформировались в соответствии с первым регулярным планом шведского Выборга, составленным в 1640 году шведским инженером А. Торстенсоном с помощью землемера А. Стренга. В каменное здание, построенное после перепланировки, включены подвалы более ранней постройки: они расположены под углом к линии улицы. К 1790-м годам здесь располагался одноэтажный жилой дом, предположительно возведённый в первой четверти XVIII века. В нём, по преданию, останавливался генерал-аншеф Александр Васильевич Суворов, когда в течение 1791—1792 годов приезжал в Выборг в период руководства строительством пограничных укреплений Русской Финляндии в должности командующего войсками, расквартированными в Выборгской губернии. В Выборге он жил наездами, чаще бывая то в Кюменегороде, то в Роченсальме.

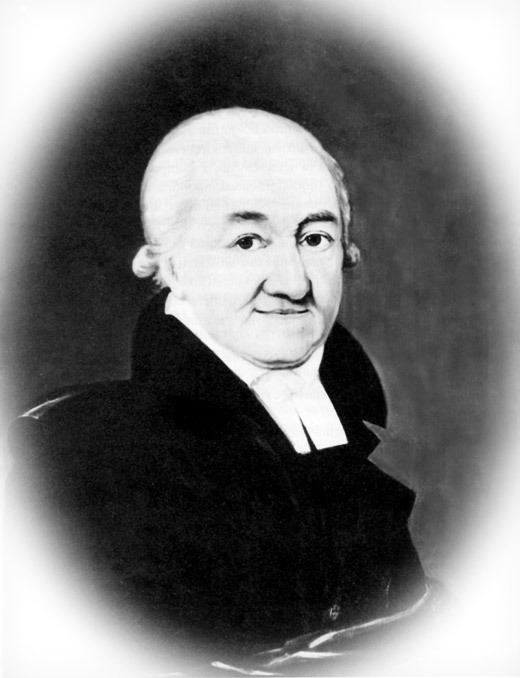
Пастор Август Готфрид Валь (1746—1830)

После опустошительного городского пожара 1793 года Выборг застраивался зданиями в стиле «уютного провинциального классицизма» согласно генеральному плану, утверждённому в 1794 году императрицей Екатериной II. В этом стиле, который в Выборге называли «стилем Екатерины II», и был оформлен второй этаж дома, надстроенный в 1795 году. Стены декорированы пилястрами, а скруглённые фасадные углы украшены балконами с ажурными коваными решётками, в узор которых вплетены год 1795 и буква «В» — по фамилии нового владельца, немецкого пастора Августа Готфрида Валя.
В конце XVIII века в Выборгском наместничестве Российской империи, как и в Остзейских губерниях, в сравнении с другими этническими группами большим влиянием пользовались немцы, и немецкий язык являлся языком официального делопроизводства. Заметной фигурой в городской жизни был прибывший из Веймара в 1780-х годах пастор А. Г. Валь, который возглавлял Выборгскую консисторию и отдельную немецкую лютеранскую общину, приходским храмом которой стал построенный в 1799 году собор Святых Петра и Павла.

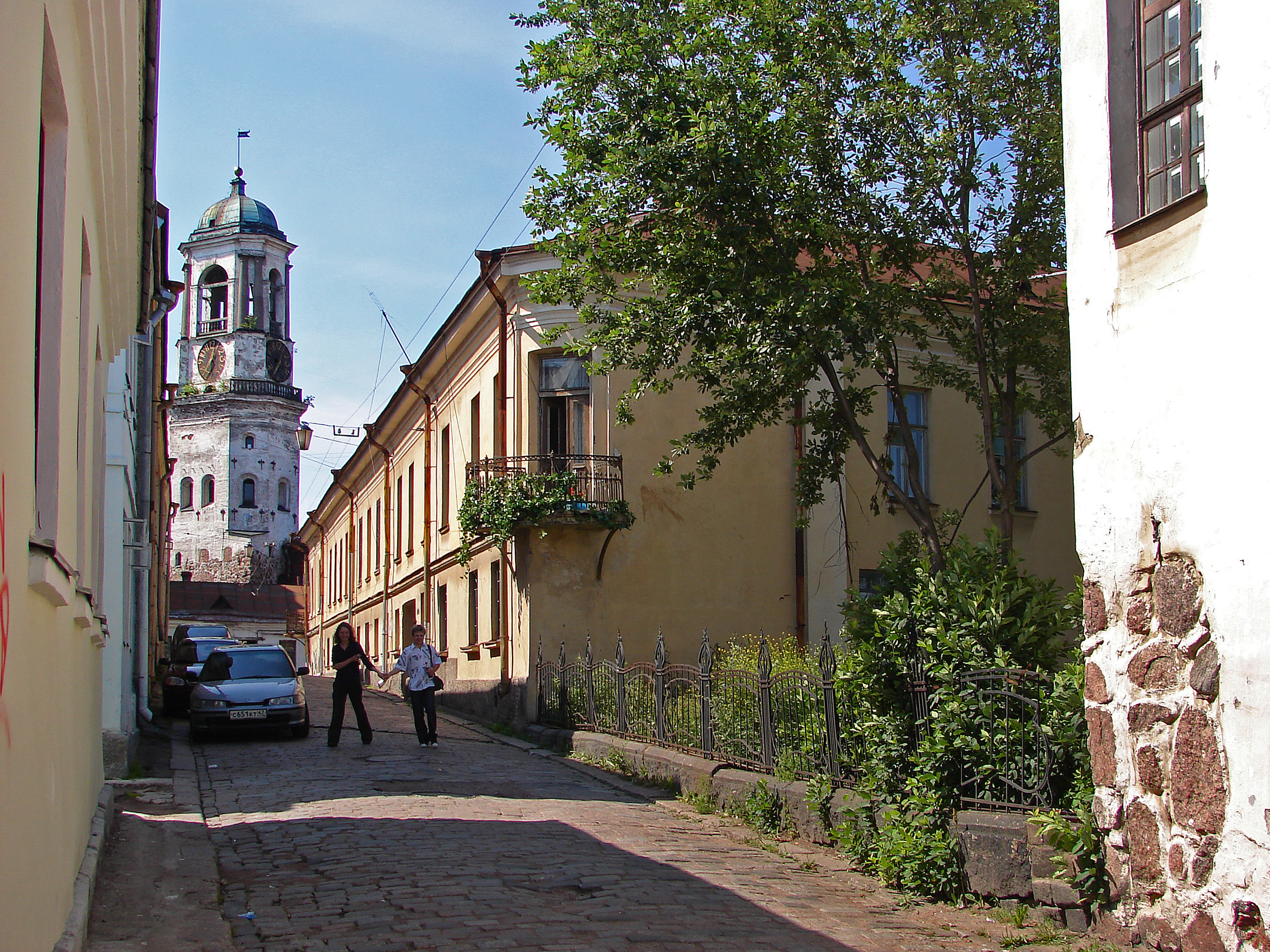
Вид со стороны улицы Водной Заставы

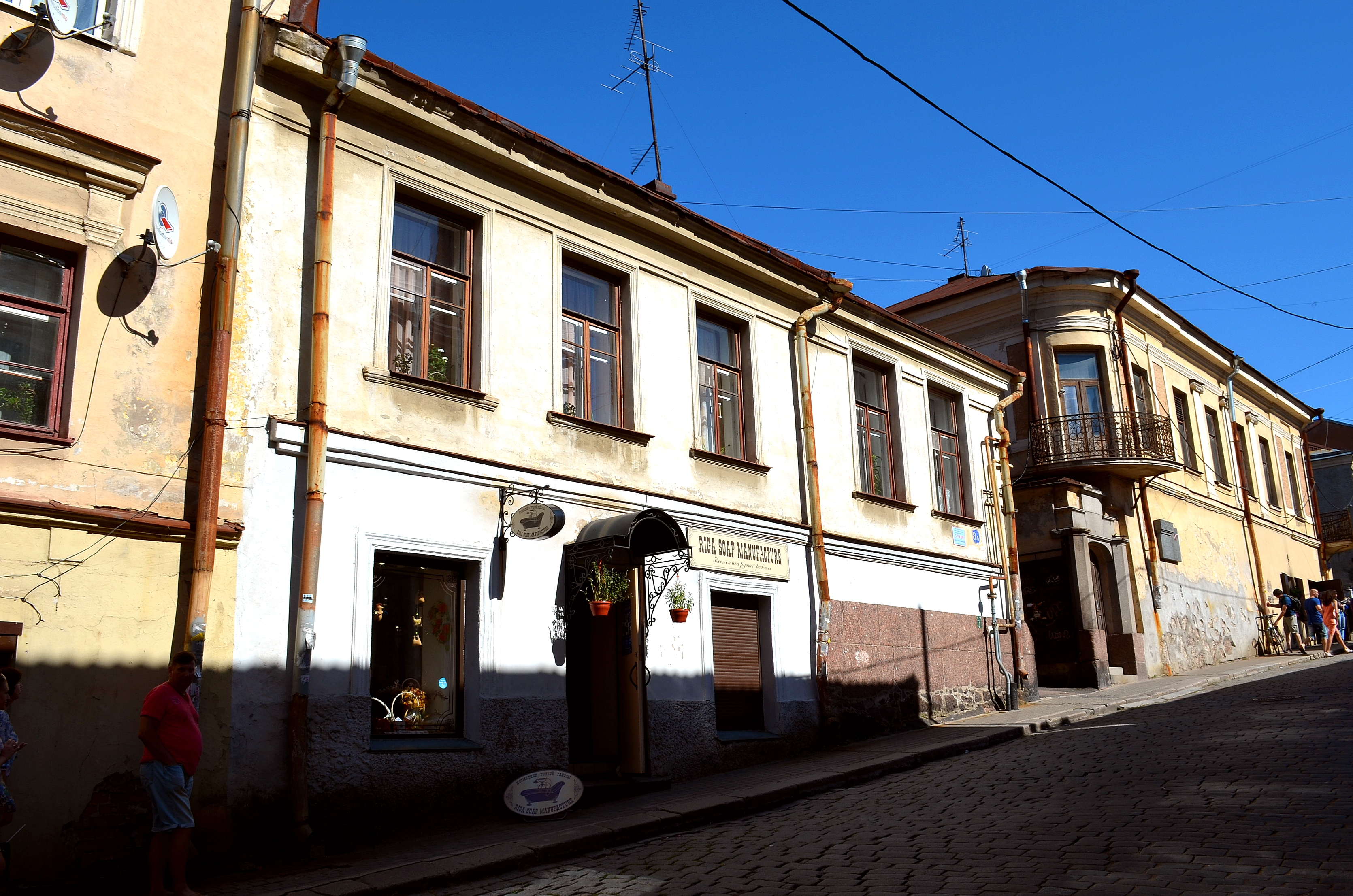
Флигель и фасад по Крепостной улице

Сын и наследник пастора, коммерции советник Карл Август Пауль Валь стал одним из самых известных выборгских предпринимателей. Он купил соседний дом № 2 по улице Водной Заставы, и в 1850 году по проекту выборгского губернского архитектора Вильгельма фон Карма оба здания были объединены общим фасадом в стиле классицизма. С этого времени здесь размещалась и контора торгового дома «Пауль Валь и Ко», существовавшего в 1850—1909 годах. В работах по перестройке дома участвовал также архитектор Иван Егорович Иогансон.
В качестве отдельной постройки со стороны Екатерининской улицы остался двухэтажный флигель XVII века (дом № 8а). Современный вид он приобрёл в 1906 году, после перестройки по проекту архитектора Аллана Шульмана.
Правнук Августа Готфрида и последний владелец здания из семейства Валей — серебряный олимпийский чемпион по парусному спорту Гарри Август Валь — собрал в доме крупнейшую в Финляндии и одну из самых значительных в Европе коллекцию струнных инструментов, включавшую в том числе скрипки Амати, Гварнери и Страдивари (стоимостью в нынешних ценах около 50 миллионов евро). При этом домовладельце из окон часто доносились звуки музыки: на инструментах играл скрипач Онни Сухонен. В 1940 году в результате Советско-финляндской войны (1939—1940) Выборг отошёл к СССР, и Сухоненом из дома было вывезено в Финляндию 32 самых ценных предмета коллекции; судьба остальных музыкальных инструментов остаётся неясной.
В годы Великой Отечественной войны в доме Валя находился штаб финской военной полиции. В послевоенное время был проведён ремонт с перепланировкой внутренних помещений. Впоследствии некоторые из них были приспособлены под коммерческие цели (в частности, на втором этаже разместилось кафе, а в каретнике открылся пивной погребок), а на фасаде по Крепостной улице была установлена памятная доска с текстом: «Выборгское телевидение. Русское видео. В этом здании в 1988 году Дмитрий Рождественский (1954—2002) основал первое независимое телевидение в России — Русское видео».
Здание предполагается капитально отремонтировать, в конце 2021 года утверждена смета, подобран подрядчик на проведение работ.